# Ricardo Horta
Ricardo Jorge da Luz Horta (phát âm tiếng Bồ Đào Nha: [ʁiˈkaɾduˈɔɾtɐ]; sinh ngày 15 tháng 9 năm 1994) là một cầu thủ bóng đá chuyên nghiệp người Bồ Đào Nha thi đấu ở vị trí tiền vệ cho câu lạc bộ Primeira Liga Braga và đội tuyển quốc gia Bồ Đào Nha.

## Thống kê sự nghiệp

### Câu lạc bộ
Tính đến ngày 13 tháng 11 năm 2022
| Club            | Season       | League        | League | League | National cup | National cup | League cup | League cup | Europe | Europe | Other | Other | Total | Total |
| Club            | Season       | Division      | Apps   | Goals  | Apps         | Goals        | Apps       | Goals      | Apps   | Goals  | Apps  | Goals | Apps  | Goals |
| --------------- | ------------ | ------------- | ------ | ------ | ------------ | ------------ | ---------- | ---------- | ------ | ------ | ----- | ----- | ----- | ----- |
| Vitória Setúbal | 2012–13      | Primeira Liga | 6      | 0      | —            | —            | —          | —          | —      | —      | —     | —     | 6     | 0     |
| Vitória Setúbal | 2013–14      | Primeira Liga | 28     | 7      | 2            | 0            | 5          | 0          | —      | —      | —     | —     | 35    | 7     |
| Vitória Setúbal | Total        | Total         | 34     | 7      | 2            | 0            | 5          | 0          | —      | —      | —     | —     | 41    | 7     |
| Málaga          | 2014–15      | La Liga       | 31     | 1      | 6            | 2            | —          | —          | —      | —      | —     | —     | 37    | 3     |
| Málaga          | 2015–16      | La Liga       | 17     | 0      | 2            | 0            | —          | —          | —      | —      | —     | —     | 19    | 0     |
| Málaga          | Total        | Total         | 48     | 1      | 8            | 2            | —          | —          | —      | —      | —     | —     | 56    | 3     |
| Braga (loan)    | 2016–17      | Primeira Liga | 32     | 6      | 2            | 0            | 5          | 2          | 5      | 1      | 0     | 0     | 44    | 9     |
| Braga           | 2017–18      | Primeira Liga | 30     | 11     | 2            | 0            | 4          | 0          | 7      | 1      | —     | —     | 43    | 12    |
| Braga           | 2018–19      | Primeira Liga | 34     | 8      | 6            | 0            | 2          | 0          | 2      | 2      | —     | —     | 44    | 10    |
| Braga           | 2019–20      | Primeira Liga | 33     | 12     | 3            | 2            | 5          | 4          | 11     | 6      | —     | —     | 52    | 24    |
| Braga           | 2020–21      | Primeira Liga | 32     | 9      | 6            | 3            | 3          | 0          | 7      | 3      | —     | —     | 48    | 15    |
| Braga           | 2021–22      | Primeira Liga | 32     | 19     | 2            | 0            | 2          | 0          | 12     | 4      | 1     | 0     | 49    | 23    |
| Braga           | 2022–23      | Primeira Liga | 13     | 4      | 2            | 1            | 0          | 0          | 6      | 2      | —     | —     | 21    | 7     |
| Braga           | Total        | Total         | 206    | 69     | 23           | 6            | 21         | 6          | 50     | 19     | 1     | 0     | 301   | 100   |
| Career total    | Career total | Career total  | 285    | 77     | 33           | 8            | 26         | 6          | 50     | 19     | 1     | 0     | 395   | 110   |

1. ↑  Includes Supertaça Cândido de Oliveira

### Quốc tế
Tính đến ngày 19 tháng 11 năm 2023
| Đội tuyển quốc gia | Năm  | Trận | Bàn |
| ------------------ | ---- | ---- | --- |
| Bồ Đào Nha         | 2014 | 1    | 0   |
| Bồ Đào Nha         | 2022 | 8    | 2   |
| Bồ Đào Nha         | 2023 | 3    | 2   |
| Tổng               | Tổng | 12   | 4   |

Bàn thắng và kết quả của Bồ Đào Nha được để trước.
| # | Ngày                 | Địa điểm                                             | Đối thủ     | Bàn thắng | Kết quả | Giải đấu                    |
| - | -------------------- | ---------------------------------------------------- | ----------- | --------- | ------- | --------------------------- |
| 1 | 2 tháng 6 năm 2022   | Sân vận động Benito Villamarín, Seville, Tây Ban Nha | Tây Ban Nha | 1–1       | 1–1     | UEFA Nations League 2022–23 |
| 2 | 2 tháng 12 năm 2022  | Sân vận động Thành phố Giáo dục, Al Rayyan, Qatar    | Hàn Quốc    | 1–0       | 1–2     | FIFA World Cup 2022         |
| 3 | 11 tháng 9 năm 2023  | Sân vận động Algarve, Faro, Bồ Đào Nha               | Luxembourg  | 6–0       | 9–0     | Vòng loại UEFA Euro 2024    |
| 4 | 19 tháng 11 năm 2023 | Sân vận động José Alvalade, Lisbon, Bồ Đào Nha       | Iceland     | 2–0       | 2–0     | Vòng loại UEFA Euro 2024    |

## Danh hiệu
Braga
- Taça de Portugal: 2020–21;[7]
- Taça da Liga: 2019–20,[8] 2023–24;[9]

U-21 Bồ Đào Nha
- UEFA European Under-21 Championship á quân: 2015[10]